# Gálvez (Toledo)
Gálvez ist ein Dorf und eine zentralspanische Gemeinde (municipio) mit 3.006 Einwohnern (Stand: 2024) in der Provinz Toledo in der Autonomen Gemeinschaft Kastilien-La Mancha.

## Lage
Gálvez liegt etwa 29 Kilometer südwestlich von Toledo in der historischen Provinz La Mancha in einer Höhe von ca. 710 m. 
Das Klima im Winter ist rau, im Sommer dagegen trocken und warm; der wenige Regen (ca. 506 mm/Jahr) fällt überwiegend in den Wintermonaten.

## Bevölkerungsentwicklung
| Jahr      | 1970 | 1981 | 1991 | 2001 | 2011 | 2021 |
| Einwohner | 3198 | 3097 | 3199 | 3111 | 3440 | 3015 |

## Sehenswürdigkeiten
- Burg von Gálvez aus dem 12. Jahrhundert

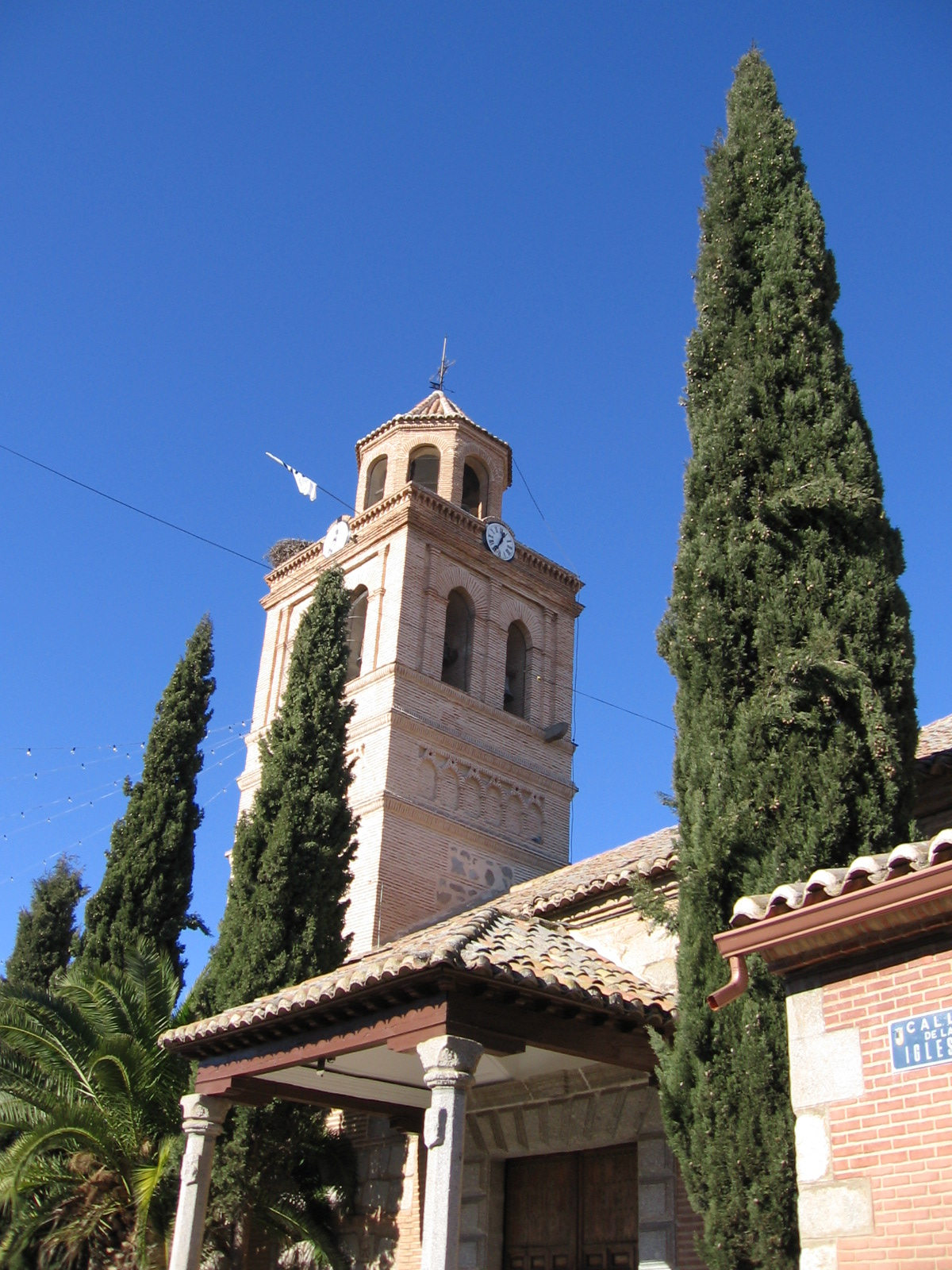
Johannes-der-Täufer-Kirche
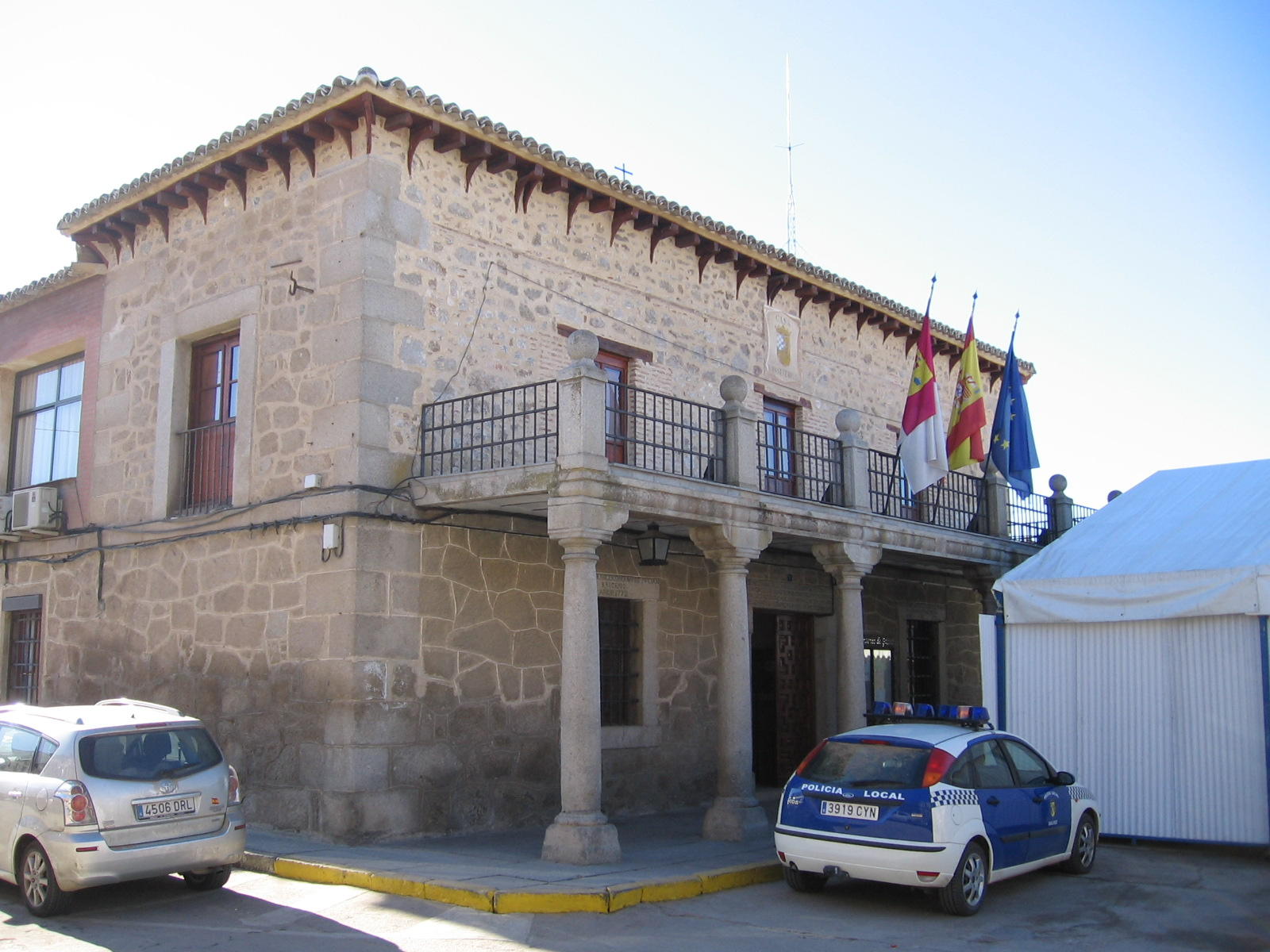
Rathaus, 1772 erbaut

- Johannes-der-Täufer-Kirche
- Rathaus

## Persönlichkeiten
- Ángel Ballesteros (* 1940), Lyriker
- César Ortiz Puentenueva (* 1989), Fußballspieler
- Kike Pérez (eigtl. Enrique Pérez Muñoz, * 1997), Fußballspieler